# 格雷格·迪恩
格雷格·史蒂文·迪恩（英語：Greg Steven Deane，1957年12月6日—），美国NBA联盟前职业篮球运动员。他在1979年的NBA选秀中第4轮第1顺位被犹他爵士选中。